# کینگ‌سافت آفیس
کینگ‌سافت آفیس (به انگلیسی: Kingsoft Office/ WPS Office) یک نرم‌افزار اداری برای سیستم عامل ویندوز، لینوکس، اندروید و مک است که بوسیله شرکت کینگ‌سافت توسعه داده می‌شود.